# 변이중
변이중(邊以中, 1546년~1611년)은 조선 중기의 문신, 군인이며 임진왜란 당시 의병을 모집하는 소모사로 활동하였다. 전라도 장성 출신이며, 본관은 황주(黃州)이다. 자는 언시(彦時), 호는 망암(望庵)이다.
율곡 이이와 우계 성혼의 문인이며, 김자점의 장인이기도 하다. 전남 장성 출신.

## 생애
1546년 전라도 장성현 읍서면(현재의 장성읍) 장안리 장안(長安)부락에서 태어났다. 아버지는 참봉 변택(邊澤)이며, 어머니는 함풍이씨(咸豊李氏)로 이조참판을 지낸 이긍(李兢)의 손녀딸이다. 일찍이 율곡 이이의 문하에서 글과 학문을 수학하였고, 또한 우계 성혼의 문하에서도 수학하였다.
1568년 증광시 생원을 거쳐, 1573년(선조 6년) 식년시 문과 병과에 급제하였다. 이후 1592년 6월 어천찰방에 임명되었으며, 1593년 (선조 26년) 2월에 소모사가 되어 죽산의 적둔을 공격하다가 크게 패하였다.
1593년 2월 12일 자신이 쓴 《총통화전도설(銃筒火箭圖說)》과 《화차도설(火車圖說)》 내용에 따라 화차 300량을 제조하여 그중 40대를 배편으로 경기도 고양 행주산성에 보내 분투하고 있던 권율 장군이 크게 승리하는데 힘을 보탰다. 이러한 와중에 백성들에게 수레 만들기를 독촉하고 소를 바치라 하여 백성들이 그 고통을 견디지 못하기도 하였다.
이후 그는 조도어사가 되어 양천산에 주둔해 있을 때 묘책을 써서 왜적을 물리치는 등 누차 전공을 세웠으며, 1593년 11월에 전라도 조도사로 군량미 수십만 석을 조달해 명나라 군대에게 대주었다.
이와 같이 임진왜란중 그는 전라도 소모사(의병을 모집하는 직책) 및 조도사가 되어 병마·군기·의병을 모집하고, 군량미를 조달하였으며, 수원에 주둔하여 기호의 적에 대비하였다.
1595년(선조 28년) 부호군, 1599년(선조 32년) 선산 부사, 1600년(선조 33년) 성균관 전적, 1601년(선조 34년) 비변사 낭청, 1603년 함안 군수로 부임하여 1605년 사직하고 고향 장성으로 돌아가 여생을 마쳤다.
변이중(邊以中)의 묘(墓)는 무안군 현경면 가입길 17-11( 현경면 가입리 산44-5)에 있는데 그가 출생하고 성장하면서 학문을 연마했고 별세한 장성에 있지 않고 고향에서 50km나 떨어진 이곳에 있는 이유는 그가 전라도 소모어사를 하면서 봐뒀던 명당이라는데 내가 죽으면 이곳에 묻어 달라고 유언을 했었다고 한다. 1546년 장성에서 태어나 66세(1611년)에 여생을 마친 망암 선생은 장성에 안장됐다가 몇 해 후 아들에 의해 화해롱주(花蟹弄珠- 게가 구슬을 희롱하는 명당)로 알려진 이곳에 안장되었다 한다.
제자로는 추담 김우급(金友伋)등이 있다.

### 사후
사후 이조참판에 추증되고, 장성 봉암서원에 제향되었다. 저서로는 《망암집(望菴集)》, 《가례고징(家禮考徵)》등이 있다.,

## 저서
- 《총통화전도설(銃筒火箭圖說)》
- 《화차도설(火車圖說)》

## 업적
- 1590년(선조 23년) 조선 중기의 문신이자 성리학자로 호남에서 유일하게 문묘에 종사되고 호남 유림의 종장으로 추앙받는 하서 김인후의 학덕을 기리기 위해 호남의 선비들인 변성온(卞成溫) ·  기효간(奇孝諫)등과 장성 필암서원을 세웠다.
- 성리학과 경학에 밝았으며, 군사 전략에도 밝아 임진왜란 · 정유재란 때 큰 공을 세웠다. 임진왜란 때 소모사로 군기와 군량 조달에 공이 컸으며, 그가 쓴 《총통화전도설(銃筒火箭圖說)》과 《화차도설(火車圖說)》에 의거 화차를 제조한 공로는 조선 과학사에 있어서 커다란 업적으로 남는다.
- 수은 강항이 지은 묘지명과 월사 이정구가 지은 묘갈명 등에서 그의 학문과 인품, 뛰어난 전략과 창의성에 대하여 찬사를 아끼지 않고 있다.

## 관련 문화재
- 장성 봉암서원 - 전라남도 시도기념물 제54호 (전라남도 장성군 장성읍 장안리)

## 가족 관계
- 고조부 : 변효우(邊孝友)
  - 증조부 : 변호(邊浩)
    - 조부 : 변처정(邊處楨)
      - 아버지 : 변택(邊澤)
      - 어머니 : 함풍 이씨(咸豐 李氏) 이긍(李兢)의 손녀
        - 전처 : 나주 오씨(羅州 吳氏) 오인준(吳仁俊)의 딸
          - 장남 : 조졸
          - 차남 : 변경윤(邊慶胤)
            - 손자 : 변명익(邊命益)

        - 후처 : 진산 소씨(晉山蘇氏) 소형선(蘇亨善)
          - 삼남 : 변소윤(邊蘇胤)
          - 사남 : 변효윤(邊孝胤)
          - 오남 : 변후윤(邊厚運)
          - 육남 : 변달윤(邊達胤)
          - 장녀 사위 : 김자점(金自點)

## 상훈과 추모
- 이조참판에 추증됨
- 장성 봉암서원에서 매년 음력 2월 20일과 8월 20일에 향사를 지내고 있음

## 같이 보기
- 성혼
- 이이
- 장성 필암서원